# Bildanalys (bildbehandling)
 Bildanalys  är ett delområde av datorseende nära relaterat till bildbehandling som avser metoder för att automatiskt göra kvantitativa mätningar från digitala bilder samt att utföra klassifikation i områden i bilder utifrån sådana mätningar. Till klassen bildanalysoperationer räknas främst operationerna segmentation och klassifikation. Bland tillämpningar av automatiserad bildanalys kan nämnas:
- automatisk läsning av streckkoder,
- automatisk teckenigenkänning (OCR),
- automatisk personidentifikation från fingeravtrycksbilder,
- kvantifiering och klassifikation av materialegenskaper från mikroskopibilder,
- kvantifiering av biologiska vävnaders egenskaper utifrån bildmätningar,
- segmentering av medicinska bilder med avseende på typ av biologisk vävnad,
- kvantitativa mätningar av vegetationstyper från satellitbilder,
- automatisk segmentering av satellitbilder med avseende på vegetationstyp.

Från att tidigare ha varit ett forskningsområde i sig har idag stora delar av bildanalysforskningen flyttat till respektive tillämpningsområden, som medicin, mikroskopi, fjärranalys, astronomi, materialteknik, tillverkning, personidentifikation och dokumenthantering.